# Bellator 231
Bellator 231: Mir vs. Nelson 2 è stato un evento di arti marziali miste tenuto dalla Bellator MMA il 25 ottobre 2019 al Mohegan Sun Arena di Uncasville negli Stati Uniti.

## Risultati
|                  | Divisione            |                 |           |                  | Metodo                                      | Round     | Tempo     | Premio    |
| Main Card        | Main Card            | Main Card       | Main Card | Main Card        | Main Card                                   | Main Card | Main Card | Main Card |
| ---------------- | -------------------- | --------------- | --------- | ---------------- | ------------------------------------------- | --------- | --------- | --------- |
|                  | Pesi massimi         | Frank Mir       | batte     | Roy Nelson       | Decisione unanime (30-27, 29-28, 29-28)     | 3         | 5:00      |           |
|                  | Pesi mediomassimi    | Phil Davis      | batte     | Karl Albrektsson | KO tecnico (pugni)                          | 3         | 3:06      |           |
|                  | Pesi welter          | Ed Ruth         | batte     | Jason Jackson    | Decisione non unanime (29-28, 28-29, 29-28) | 3         | 5:00      |           |
|                  | Pesi mosca femminili | Ilara Joanne    | batte     | Bec Rawlings     | Sottomissione (kneebar)                     | 2         | 3:35      |           |
|                  | Pesi massimi         | Jake Hager      | vs.       | Anthony Garrett  | No Contest (calcio all'inguine accidentale) | 1         | 1:56      |           |
| Card Preliminare |                      |                 |           |                  |                                             |           |           |           |
|                  | Pesi mosca           | Phumi Nkuta     | batte     | Adrian Haley     | Decisione unanime (30-27, 30-26, 30-26)     | 3         | 5:00      |           |
|                  | Pesi welter          | Connor Dixon    | batte     | Orkhan Ismatzade | Sottomissione (kimura)                      | 1         | 0:42      |           |
|                  | Pesi leggeri         | Killys Mota     | batte     | Mandel Nallo     | KO tecnico (infortunio alla gamba)          | 3         | 1:16      |           |
|                  | Pesi piuma femminili | Jessica Miele   | batte     | Talita Nogueira  | Decisione non unanime (27-30, 29-28, 30-27) | 3         | 5:00      |           |
|                  | Pesi massimi         | Steve Mowry     | batte     | Gokhan Saricam   | Sottomissione (kimura)                      | 2         | 0:56      |           |
|                  | Pesi mediomassimi    | Dalton Rosta    | batte     | Claude Wilcox    | KO tecnico (pugni)                          | 2         | 4:23      |           |
|                  | Pesi medi            | Tim Caron       | batte     | Lucas Borges     | Decisione unanime (29-28, 29-28, 29-28)     | 3         | 5:00      |           |
|                  | Pesi welter          | Jonathan Manley | batte     | Thiago Oliveira  | Decisione unanime (30-27, 29-28, 29-28)     | 3         | 5:00      |           |
|                  | Pesi atomo femminili | Elise Reed      | batte     | Rebecca Bryggman | KO tecnico (pugni)                          | 1         | 4:48      |           |